# Широково (Фурмановский район)
Широ́ково — село, административный центр Широковского сельского поселения Фурмановского района Ивановской области.
Село находится на автодороге Р-132 «Золотое кольцо» в 20 км от города Иваново.

## История
Самое раннее упоминание о церкви в селе Широково встречается в писцовых книгах 1627—1631 гг. Сообщение о ней датируется 1621 годом. Вторая из записей «135, 136—139 (1627, 1628—1631 — ред.) за Василием Алексеевым Третьяковым в поместье по ввозной грамоте 129 (1621 г. — ред.) за прописью дьяка Ивана Грязьева, что б. в поместье за отцом его село Широково на речке Шаче на Суздальском рубеже, а в селе церковь Благовещения Пресвятой Богородицы стоит без пенья да церковь Всех Святых древяна клетцки…». Была традиция в праздники Крещения и Всех Святых совершать крестный ход на речку Шача и на целебный источник «Всех Святых». В середине XIX в. деревянная церковь стала ветхой и вместо неё в 1856-76 гг. усердием прихожан в селе построили кирпичную церковь, колокольню и ограду. В Храме было три престола в летнем и зимнем пределах: а) во имя Всех Святых (холодный предел); б) во имя святителя Николая Мирликийского (теплый предел); в) Казанской Иконы Божией Матери (теплый предел). После Октябрьского переворота Храм продолжал действовать несмотря на то, что его методично разрушали: колокольня была разрушена полностью, от ограды остались незначительные фрагменты, утварь и иконы частично были сожжены, частично разворованы. В 30-х гг. церковь окончательно закрыли и использовали в хозяйственных нуждах.
В конце XIX — начале XX века село являлось центром Широковской волости Нерехтского уезда Костромской губернии, с 1918 года — в составе Середского уезда Иваново-Вознесенской губернии.
С 1929 года село являлось центром Широковского сельсовета Середского района Ивановской области, с 2005 года — центр Широковского сельского поселения.
До 2008 года в селе действовала основная общеобразовательная школа.

## Население
| 1872 | 1897 | 1907 | 2002 | 2010 |
| ---- | ---- | ---- | ---- | ---- |
| 395  | ↘308 | ↗312 | ↘170 | ↘163 |

## Инфраструктура
В селе имеются клуб, фельдшерско-акушерский пункт, отделение почтовой связи.

## Достопримечательности
В селе расположен Храм Всех Святых (1792). В 2003 году была зарегистрирована православная община и стала регулярно совершаться Божественная Литургия. В настоящее время проводится большая работа по восстановлению Храма: некогда полуразрушенный Храм приобретает первоначальный вид. Обустраивается и территория вокруг Храма. Духовная жизнь в приходе продолжается и развивается.